# Hasanaginica

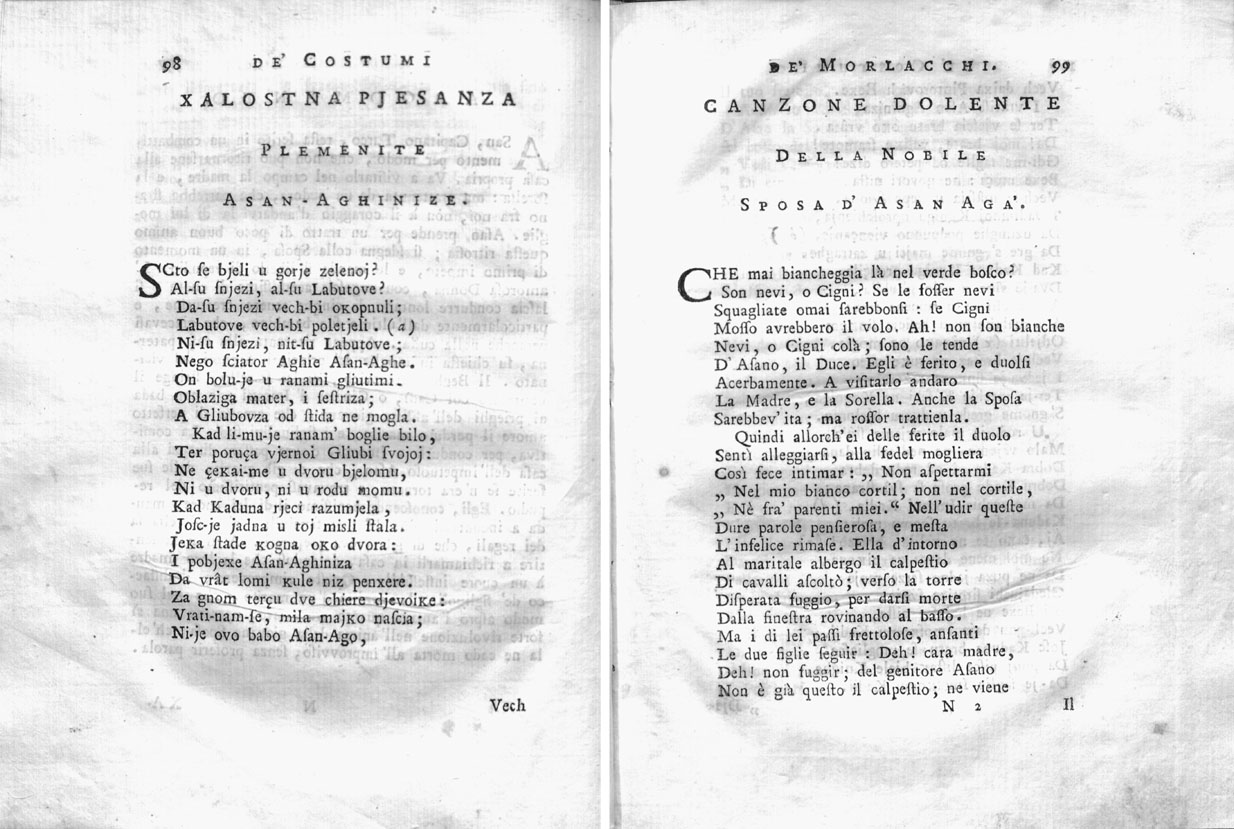
Pubblicazione dell'abate Fortis, 1774

Hasanaginica, anche Asanaginica, (pronuncia Asanagìnitsa; pubblicata per la prima volta come Canzone dolente della nobile sposa d'Asan Agà) è una ballata popolare slava meridionale, composta negli anni 1646-49, nella regione di Imotski, che all'epoca faceva parte dell'eyalet di Bosnia nell'Impero Ottomano.

## Storia della pubblicazione
La ballata fu trasmessa per oltre un secolo in forma orale fino a quando fu trascritta e pubblicata nel 1774 dal viaggiatore ed etnografo italiano Alberto Fortis nel suo libro Viaggio in Dalmazia. Durante il suo viaggio nella regione nel 1770, Fortis scoprì quella che definì una "ballata morlacca", con riferimento a un popolo della regione. Il libro di Fortis venne criticato dallo scrittore croato Ivan Lovrić, che lo accusò di molti errori fattuali nella sua risposta, Appunti sui "viaggi in Dalmazia" dell'abate Alberto Fortis, che Forti tentò poi di correggere.
Hasanaginica fu tradotta in tedesco da Goethe intorno al 1775, apparendo per la prima volta anonimamente come Klaggesang von der edlen Frauen des Asan Aga nel 1778 nella raccolta di Stimmen der Völker in Liedern Johann Gottfried Herder. (o "Volkslieder"). Apparve con la firma di Goethe nella sua ottava edizione delle opere raccolte (1789).
Walter Scott fu il secondo autore straniero a tradurre l'Asanaginica nel 1798 con il titolo "Compianto della moglie fedele di Asan Aga", dal tedesco di Goethe. Altri traduttori britannici seguirono presto l'esempio, tra cui Sir John Bowring, James Clarence Mangan, W. Edmondstone Aytoun, Edgar Alfred Bowring, Mary Ann Burt, George Bancroft, Owen Meredith, Edward Chawner, William Gibson e Maximilian A. Mügge.
Hasanaginica fu tradotta in russo (da Pushkin, 1835, una parte iniziale, e da Akhmatova, anni '50, per intero), francese (Mérimée, 1827 e Mickiewicz, 1841), e in altre lingue, diventando parte integrante del patrimonio letterario mondiale. In totale, l'Aasanaginica è stata tradotta oltre di 40 lingue. È considerata parte del comune patrimonio letterario serbo-croato (bosniaco, croato e serbo).

## Ambientazione e trama

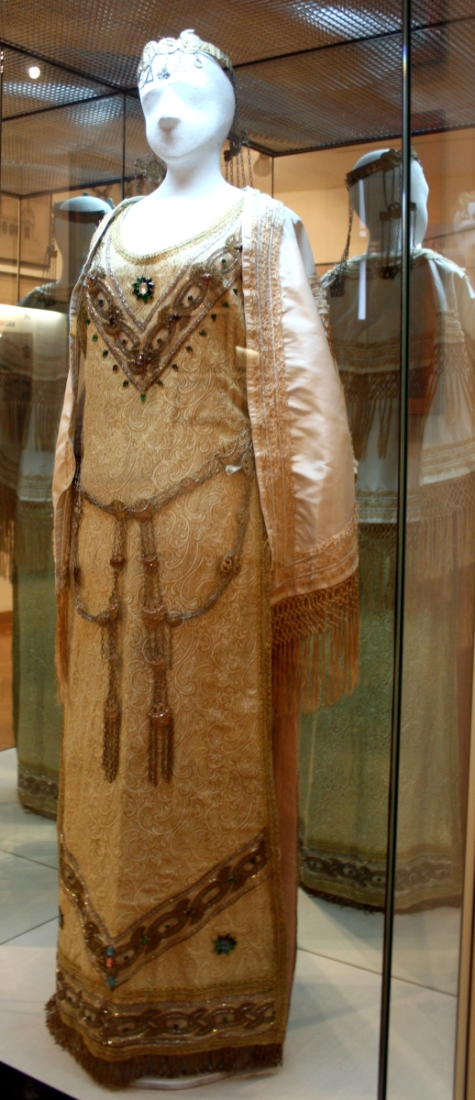
Un vestito per Hasanaginica, interpretata dall'attrice Nina Vavra nel 1909

Hasanaginica, "Canzone dolente della nobile sposa d'Asan Agà" è una ballata sulla famiglia musulmana Arapović in Dalmazia. Gli incidenti si svolgono lungo la frontiera della provincia di Bosnia a Vrdol (oggi Zagvozd), vicino ai monti Biokovo della Dalmazia, dove il signore (aga) Hasan Arapović aveva vasti possedimenti. Le rovine delle torri di Hasan esistono oggi, così come il luogo in cui si presume sia sepolta Hasanaginica, vicino alle rovine, sulle pendici sud-occidentali del Lago Blu.
La ballata racconta che dopo una battaglia, mentre giaceva ferito, Hasan-aga convoca sua moglie, Fatima, che non era stata disposta ad accompagnarlo sul campo di battaglia. Profondamente arrabbiato e addolorato, Hasan-aga invia a sua moglie un messaggio ordinandole di lasciare il suo castello senza i loro figli. Nonostante abbia supplicato suo fratello, che le porta il messaggio e le carte del divorzio, la moglie di Hasan-aga viene cacciata da casa e suo fratello le combina il nuovo matrimonio con un ricco kadı. Come ultimo desiderio prima del matrimonio, ella chiede al fratello un lungo velo per non vedere i suoi figli mentre il corteo nuziale passa davanti al suo vecchio castello. Alla fine, i suoi figli la vedono e la chiamano. Mentre si ferma per salutarli un'ultima volta, Hasanaginica muore di dolore.

## Contesto linguistico e storico
La lingua del poema è il serbo-croato, definito da Fortis come "illirico" (che significa slavo meridionale). La versione pubblicata da Fortis fu probabilmente copiata da un testo ikavo e modificata secondo lo stile della lingua parlata a Dubrovnik. Combina principalmente forme jekave e alcune ikave, e include errori di ortografia. Il filologo e linguista serbo Vuk Karadžić (1787–1864), che in realtà non aveva mai ascoltato la poesia cantata da un cantante popolare, ha cambiato la trascrizione di Fortis per creare una versione più serba che riflettesse la sua codificazione della lingua.
Il metro della ballata è il classico decasillabo slavo meridionale o verso di 10 sillabe, tradotto da Goethe come pentametro trocaico.
Si discute molto se la ballata fosse puramente poetica e immaginaria o basata su persone ed eventi reali. Tuttavia, le seguenti persone sono realmente esistite e si ritiene che siano la base della ballata:
- Hasan-aga Arapović - Un aga ottomano e uomo di frontiera bosniaco ottomano
- Fatima Arapović (nata Pintorović) - La moglie di Hasan-aga
- Pintorović-beg - Un bey ottomano e fratello di Fatima

Come ha concluso lo scrittore bosniaco Alija Isaković (1932–1997) nella sua monografia del 1975, il poema ha avuto origine nella frontiera di Imotski. Questa zona era conosciuta come Morlacchia durante il XV secolo. Hasan-aga teneva tribunali a Vrdovo (l'odierna Zagvozd) e Župa (villaggi sulle pendici settentrionali del Biokovo), e apparteneva al clan Arapović, i cui discendenti vivono ancora a Ljubuški, in Bosnia ed Erzegovina.

## Eredità

### Adattamenti
L'Hasanaginica era l'unica ballata autentica inclusa in La Guzla, una bufala letteraria del 1827 di Prosper Mérimée.
Un film intitolato Hasanaginica è stato realizzato nel 1967 con Milena Dravić e Rade Marković. Questo è stato seguito nel 1983 da un film per la televisione jugoslava con Žarko Laušević e Aleksandra Nikolić.
Nel 2000, un'opera basata su Hasanaginica è stata presentata in anteprima al Teatro Nazionale di Sarajevo ed è stata successivamente pubblicata su CD. Il libretto è stato scritto da Nijaz Alispahić e il compositore era Asim Horozić.
Hasanaginica di TV Sarajevo era un film per la TV con Nada Đurevska nel ruolo del titolo, Josip Pejaković nei panni di Hasan Aga e Miralem Zupčević nei panni di Beg Pintorović.
Nel 2006, Hasanaginica ha debuttato al Teatro Nazionale Croato di Zagabria. Mustafa Nadarević ha diretto e interpretato il ruolo principale mentre Ljupco Konstantinov lo ha composto.
Nel 2009, Hasanaginica ha debuttato al Teatro Nazionale Serbo . È stato diretto da Ivana Dragutinović Maričić, diretto da Mladen Jagušt e composto da Rastislav Kambasković.